# Juan García Hortelano
Juan García Hortelano, né le 14 février 1928 et mort le 3 avril 1992 à Madrid, est un romancier et poète espagnol, reconnu pour son style d'écriture novateur et sa contribution à la littérature espagnole du XXe siècle. Il fait partie de la génération des écrivains espagnols qui ont évolué après la guerre civile et pendant la transition vers la démocratie, abordant des thèmes sociaux et politiques tout en explorant la condition humaine avec une grande profondeur.

## Biographie
García Hortelano a grandi dans le contexte difficile de l'Espagne franquiste, une période marquée par des tensions politiques et sociales. Après avoir étudié à Madrid, il se tourne vers l'écriture à la fin des années 1950. Sa carrière littéraire prend son envol avec la publication de son premier roman Juegos de manos en 1959, qui remporte un certain succès.
En plus de ses romans, il a été un auteur de nouvelles, d'essais, et a souvent écrit sur les changements sociaux de l'Espagne, mettant en lumière la vie quotidienne des Espagnols durant le régime franquiste et les années qui ont suivi la transition démocratique après la mort de Franco. Son œuvre est marquée par une observation minutieuse des détails de la vie urbaine et des caractères humains complexes.
Bien que son travail soit parfois vu comme sombre et introspectif, il a réussi à capter les sentiments de l’Espagne moderne, notamment dans ses représentations des aspirations, des frustrations et des conflits intérieurs des individus. Son style d’écriture a été apprécié pour sa clarté et son attention aux détails, souvent associés à une sorte de réalisme psychologique.

## Œuvres

### Romans
- Juegos de manos (1959)
- Tormenta de verano (1961) Publié en français sous le titre Orage d'été, traduit par René-Marc Ducaud, Paris, Gallimard, coll. « Du monde entier », 1962, 344 p.  (ISBN 2-07-023252-2)
- La señora Berg (1962)
- El jerifalte (1972)
- Cielo nocturno (1983)
- Las cartas de la madre (1986)
- El viento en la cara (1991)

### Poésie
- Poemas (1961)
- La paz de la tierra (1966)
- El paisaje de las palabras (1970)